# Joseph Joffre
Joseph Jacques Césaire Joffre (n.12 ianuarie 1852, Rivesaltes, Franța - d. 3 ianuarie 1931, Paris) a fost un mareșal francez în timpul Primului Război Mondial. Este cel mai cunoscut prin faptul că a retras și a regrupat armatele aliate în Prima bătălie de pe Marna, fiind artizanul victoriei strategice a aliaților în 1914, la debutul Primului Război Mondial. Popularitatea i-a adus porecla de „Papa Joffre”.
Una din specialitățile Casei Capșa, din București, tortul Joffre, a fost lansat cu ocazia vizitei la această cofetărie a mareșalului Joffre, în anul 1920.